# 洛博迪夫希納
50°44′14″N 34°33′30″E / 50.73722°N 34.55833°E
洛博迪夫希納（烏克蘭語：Лободівщина）是位於烏克蘭東北部的村莊，由蘇梅州蘇梅區的萊貝丁市鎮負責管轄。該村處於沃羅日巴河畔，距離利菲内和沃羅日巴1.5公里，海拔高度167米，2001年人口38。